# Lise Levitzky
Élisabeth Levitsky ou Lise Levitzky, née le 5 mars 1926 à Pau et morte le 3 octobre 2022 au Quillio, est une peintre française d'origine russe. Elle fut la première épouse de Serge Gainsbourg. Artiste peintre du Groupe R, elle est amie des peintres Jean Leppien et Dali, qu'elle rencontre avec Gainsbourg. Elle est aussi psychanalyste.

## Biographie
Lise est fille d'aristocrates russes immigrés. Son père s'est engagé dans la Waffen SS afin de combattre les communistes pour pouvoir récupérer ses propriétés privées confisquées.
Elle a été mannequin de mode et secrétaire du poète surréaliste Georges Hugnet. Elle a étudié la peinture à l'Académie de Montmartre (devenue par la suite l'Académie Fernand Léger) et c'est lors d'un cours de peinture, en mars 1947, qu'elle rencontre Lucien Ginsburg (fils d'immigrants juifs russes), le futur Serge Gainsbourg, de deux ans son cadet (elle a alors 21 ans),.
L'histoire veut que l'opposition entre leurs deux familles, et leur passion commune pour la peinture, les rapprochent ; ils échangent des lettres romantiques enflammées lors du service militaire de Lucien. Ils se marient le 3 novembre 1951 à la mairie du Mesnil-le-Roi dans les Yvelines. Le couple s'installe à Paris, puis Lucien s'éloigne de la peinture et leur amour libre prend l'eau. Ils divorcent en 1957,.
Leur histoire se renoue, et par d'heureux hasards ils se retrouvent, notamment en 1968, après la rupture entre Serge Gainsbourg et Brigitte Bardot. Leur amour se défait encore, même s'il est probable que leur relation ait ponctuellement et discrètement perduré.
La chanson de Gainsbourg Élisa fut, déclare-t-elle, écrite pour elle.
Lise a eu un deuxième époux, Jean-Marie Grandjouan, le petit-fils de Jules Grandjouan.
En 2010, elle est l'invitée des émissions Vivement Dimanche et On n'est pas couché.
Elle passe ses dernières années dans une maison de retraite située au Quillio, dans les Côtes-d'Armor, où elle meurt le 3 octobre 2022,, à l'âge de 96 ans.

## Dans la fiction
Dans Serge Gainsbourg : vie héroïque (2010) de Joann Sfar, son personnage est interprété par Deborah Grall.